# Can Bordoi (Espinelves)
Can Bordoi és una masia d'Espinelves (Osona) inclosa a l'Inventari del Patrimoni Arquitectònic de Catalunya.

## Descripció
Edifici civil. Masia de planta rectangular, coberta a dues vessants amb el carener paral·lel a la façana, orientada a migdia. Consta de planta baixa i un pis. La façana presenta un portal rectangular de pedra i una finestra i un petit cos cobert a una vessant. Al primer pis s'obren dues finestres, una amb ampit. Tant aquesta façana com la nord presenten un ràfec de teules molt petit. A la façana est s'adossa un cobert a dues vessants, amb un gran portal al sector sud, i al nord flanqueja el marge. A l'oest s'hi adossa un cos de planta baixa i pis, cobert a dues vessants amb una finestra a la part sud del cos. La façana nord té dues petites obertures i el mur adossat al talús.
Està construïda en pedra i la part de la façana és arrebossada. L'estat de conservació és molt precari.

## Història
Situada a peu de la carretera d'Espinelves a Arbúcies, molt a prop del límit d'aquest municipi.
Per la zona on està situada, formant part del veïnat de la Creu, que consta d'unes 15 cases, podem suposar que podia haver estat construïda entre els segles XVII i XVIII, època d'expansió del municipi.